# Обыкновенный клюпанодон
Обыкновенный клюпанодон (лат. Clupanodon thrissa) — вид морских лучепёрых рыб семейства сельдевых (Clupeidae). Единственный представитель рода Clupanodon. Распространены в западной части Тихого океана. Максимальная длина тела 26 см.

## Описание
Тело немного вытянутое, сжато с боков. Высота тела составляет 33—37% стандартной длины тела. Тело покрыто циклоидной чешуёй, на голове чешуи нет. Рыло выступает вперёд, закруглённое; рот маленький, полунижний. Жаберные крышки гладкие, без костных полосок. Вдоль всего брюха проходит 27—31 щитков; из них 16—19 до брюшных плавников и 9—12 щитков после брюшных плавников. Есть 17—26 щитков перед спинным плавником. Верхняя челюсть прямая с выемкой посередине. На первой жаберной дуге 200—400 тонких жаберных тычинок, их длина составляет ¾ длины жаберных лепестков. Спинной плавник короткий, расположен в средней части спины. Последний луч преобразован в длинный филамент. Анальный плавник короче длины головы, с 21—26 мягкими лучами. Брюшные плавники с 8 лучами расположены в средней части брюха на уровне основания спинного плавника; первый луч неразветвлённый. Боковой линии нет. Позвонков 43—46.
Тело серебристого цвета. За жаберными отверстиями чёрное пятно; за ним вдоль тела проходит несколько чёрных пятен. 
Максимальная длина тела 26 см.

## Ареал и места обитания
Распространены в западной части Тихого океана вдоль побережья Китая до 25° с. ш. на севере; у южных и западных берегов Тайваня и у побережья Вьетнама, отмечены в Андаманском море у острова Пхукет (Таиланд). Морские пелагические рыбы. Обитают в прибрежных заливах и бухтах на глубине от 0 до 50 м; заходят в солоноватые воды эстуариев.

## Взаимодействие с человеком
Имеют ограниченное промысловое значение. В 2000—2011 годах мировые уловы варьировали от 4,75 до 13,53 тысяч тонн. Больше всех ловит Корея.